# Castelo de Poulad
O Castelo de Poulad (em persa: قلعه پولاد) é um castelo histórico localizado no condado de Nur, na província de Mazandaran. A longevidade desta fortaleza remonta à dinastia Seljuk.